# 켄트의 조안

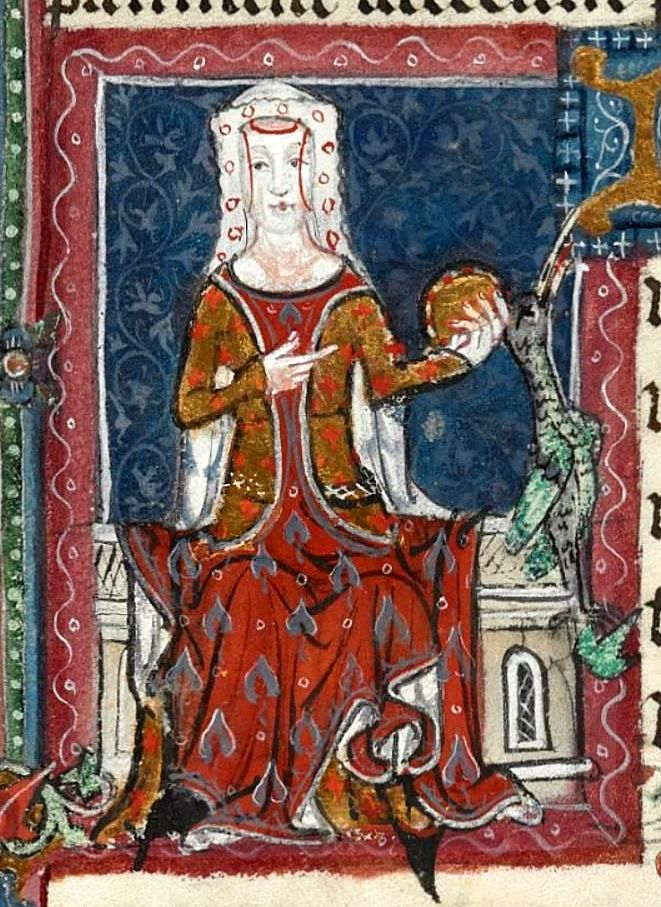
켄트의 조안

켄트의 조안(Joan of Kent, 1328년 9월 29일~1385년 8월 7일)은 흑태자 에드워드의 아내로, 리처드 2세의 모친이다. 에드워드 2세의 이복동생 에드먼드 우드스톡의 딸이다. 첫 번째 남편은 켄트 백작 토머스 홀랜드로, 1340년 결혼했으나 1349년에야 비로소 교황 클레멘스 6세에게 합법적인 부부로 인정받았다. 그 사이 조안은 솔즈베리 백작 윌리엄 몬터큐트와 결혼했지만 이 결혼은 토머스 홀랜드와의 결혼이 유효한 것으로 인정받으면서 무효화되었다. 토머스 홀랜드가 죽고 난 이듬해 조안은 잉글랜드의 왕태자 흑태자 에드워드와 결혼했다.

## 자녀
- 첫 번째 남편: 토머스 홀랜드
  - 토머스(1350~1397) 켄트 백작
  - 존(1352~1400) 엑시터 공작
  - 조안
  - 모드

- 세 번째 남편: 흑태자 에드워드
  - 에드워드(1365~1372)
  - 리처드 2세(1367~1400) 잉글랜드 국왕